# Kandis for livet
Kandis for livet er en dansk dokumentarfilm instrueret af Jesper Dalgaard. Den omhandler en gruppe dedikerede fans af dansktopgruppen Kandis.
Filmen fik fem ud af seks stjerne hos soundvenue.

## Handling
Dokumentarfilmen er en fortælling om sorghåndtering blandt en usædvanlig gruppe mennesker, der alle er dedikerede fans af Skandinaviens største dansktop-orkester, Kandis. Som et led i deres egen sorgproces har de udråbt den ikoniske forsanger, Johnny Hansen, til deres Personal Jesus. Johnny derimod kæmper stadig med uforløst sorg og vrede efter sin kones selvmord. Er han i stand til at leve op til de hengivne fans' forventninger og bære deres ulykke? Filmen er et hudløst ærligt indblik i smerten bag smilet og udfolder en fortælling om ulykkelig kærlighed, selvmord, at tage afsked med dem, man elsker, og om at genfinde kærligheden.